# Chitty Chitty Bang Bang (Lied)
Chitty Chitty Bang Bang ist ein Lied, das im Jahr 1968 von den Sherman-Brüdern komponiert und getextet wurde. In der von Dick Van Dyke und Sally Ann Howes gesungenen Version wurde es in dem Film  Tschitti Tschitti Bäng Bäng als Filmsong verwendet und für einen Oscar in der Kategorie Bester Song nominiert.
Das Lied handelt von einem Wunderauto gleichen Namens, das sowohl fahren, schwimmen als auch fliegen kann. Das Lied wurde auch im gleichnamigen Musical verwendet, welches im Jahr 2002 im Londoner Palladium Premiere hatte. 
Das Lied wurde mehrfach gecovert, unter anderem von The Shadows, von Percy Faith, Alvin and the Chipmunks und Franck Pourcel. Eine deutschsprachige Version des Lieds mit einem Text von Günter Loose wurde von Rex Gildo gesungen. Eine Jazzversion stammt von Eddie Higgins. In der Komödie Ace Ventura – Jetzt wird’s wild von 1995 singt es Schauspieler Jim Carrey während einer halsbrecherischen Fahrt in einem Geländewagen durch einen Dschungel.